# Megarctosa
Megarctosa Caporiacco, 1948 è un genere di ragni appartenente alla famiglia Lycosidae.

## Distribuzione
Le 7 specie note di questo genere sono state reperite in Africa, Asia, Europa meridionale e America meridionale.

## Tassonomia
Questo genere sarebbe un sinonimo posteriore di Lycosa Latreille, 1804, secondo un lavoro dell'aracnologo Wunderlich (1984a).
Non sono stati esaminati esemplari di questo genere dal 1984.
Attualmente, a luglio 2017, si compone di 7 specie:
1. Megarctosa aequioculata (Strand, 1906) — Etiopia
2. Megarctosa argentata (Denis, 1947) — Africa settentrionale
3. Megarctosa bamiana Roewer, 1960 — Afghanistan
4. Megarctosa caporiaccoi Roewer, 1960 — Camerun
5. Megarctosa gobiensis (Schenkel, 1936) — Mongolia
6. Megarctosa melanostoma (Mello-Leitão, 1941) — Argentina
7. Megarctosa naccai Caporiacco, 1948[2] — Grecia

### Specie trasferite
- Megarctosa hentzi (Banks, 1904); trasferita al genere Rabidosa Roewer, 1960[1].
- Megarctosa leopardus (Sundevall, 1833); trasferita al genere Arctosa C.L. Koch, 1847.
- Megarctosa stigmosa (Thorell, 1875); trasferita al genere Arctosa C.L. Koch, 1847.